# العلاقات الجنوب سودانية الهندوراسية
العلاقات الجنوب سودانية الهندوراسية هي العلاقات الثنائية التي تجمع بين جنوب السودان وهندوراس.

## مقارنة بين البلدين
هذه مقارنة عامة ومرجعية للدولتين:
| وجه المقارنة                                              | جنوب السودان                  | هندوراس          |
| --------------------------------------------------------- | ----------------------------- | ---------------- |
| المساحة (كم2)                                             | 619.75 ألف                    | 112.49 ألف       |
| عدد السكان (نسمة)                                         | 12.58 مليون                   | 9.27 مليون       |
| الكثافة السكانية (ن./كم²)                                 | 20.3                          | 82.41            |
| العاصمة                                                   | جوبا                          | تيغوسيغالبا      |
| اللغة الرسمية                                             | لغة إنجليزية                  | اللغة الإسبانية  |
| العملة                                                    | جنيه جنوب سوداني، جنيه سوداني | لمبيرة هندوراسية |
| الناتج المحلي الإجمالي (بليون دولار)                      | 2.90 مليار                    | 22.98 مليار      |
| الناتج المحلي الإجمالي (تعادل القوة الشرائية) بليون دولار | 22.88 مليار                   | 41.14 مليار      |
| الناتج المحلي الإجمالي الاسمي للفرد دولار أمريكي          | 73                            | 2.53 ألف         |
| الناتج المحلي الإجمالي للفرد دولار أمريكي                 | 2.02 ألف                      | 4.91 ألف         |
| مؤشر التنمية البشرية                                      | 0.467                         | 0.606            |
| رمز المكالمات الدولي                                      | +211                          | +504             |
| رمز الإنترنت                                              | .ss                           | .hn              |
| المنطقة الزمنية                                           | ت ع م+03:00                   | 00               |

## منظمات دولية مشتركة
يشترك البلدان في عضوية مجموعة من المنظمات الدولية، منها:
| علم المنظمة | اسم المنظمة                               | تاريخ انضمام جنوب السودان | تاريخ انضمام هندوراس |
| ----------- | ----------------------------------------- | ------------------------- | -------------------- |
|             | مؤسسة التنمية الدولية                     | 18 أبريل 2012             | 23 ديسمبر 1960       |
|             | يونسكو                                    | 27 أكتوبر 2011            | 16 ديسمبر 1947       |
|             | وكالة ضمان الاستثمار متعدد الأطراف        | 18 أبريل 2012             | 30 يونيو 1992        |
|             | الأمم المتحدة                             | 14 يوليو 2011             | 17 ديسمبر 1945       |
|             | الاتحاد البريدي العالمي                   | ?                         | ?                    |
|             | البنك الدولي للإنشاء والتعمير             | 18 أبريل 2012             | 27 ديسمبر 1945       |
|             | الاتحاد الدولي للاتصالات                  | 3 أكتوبر 2011             | 27 أكتوبر 1925       |
|             | مؤسسة التمويل الدولية                     | 18 أبريل 2012             | 20 يوليو 1956        |
|             | المركز الدولي لتسوية المنازعات الاستشارية | 18 مايو 2012              | 16 مارس 1989         |
|             | منظمة الشرطة الجنائية الدولية             | ?                         | ?                    |

## وصلات خارجية
- موقع وزارة الخارجية الجنوب سودانية
- موقع وزارة الخارجية الهندوراسية